# George Crook

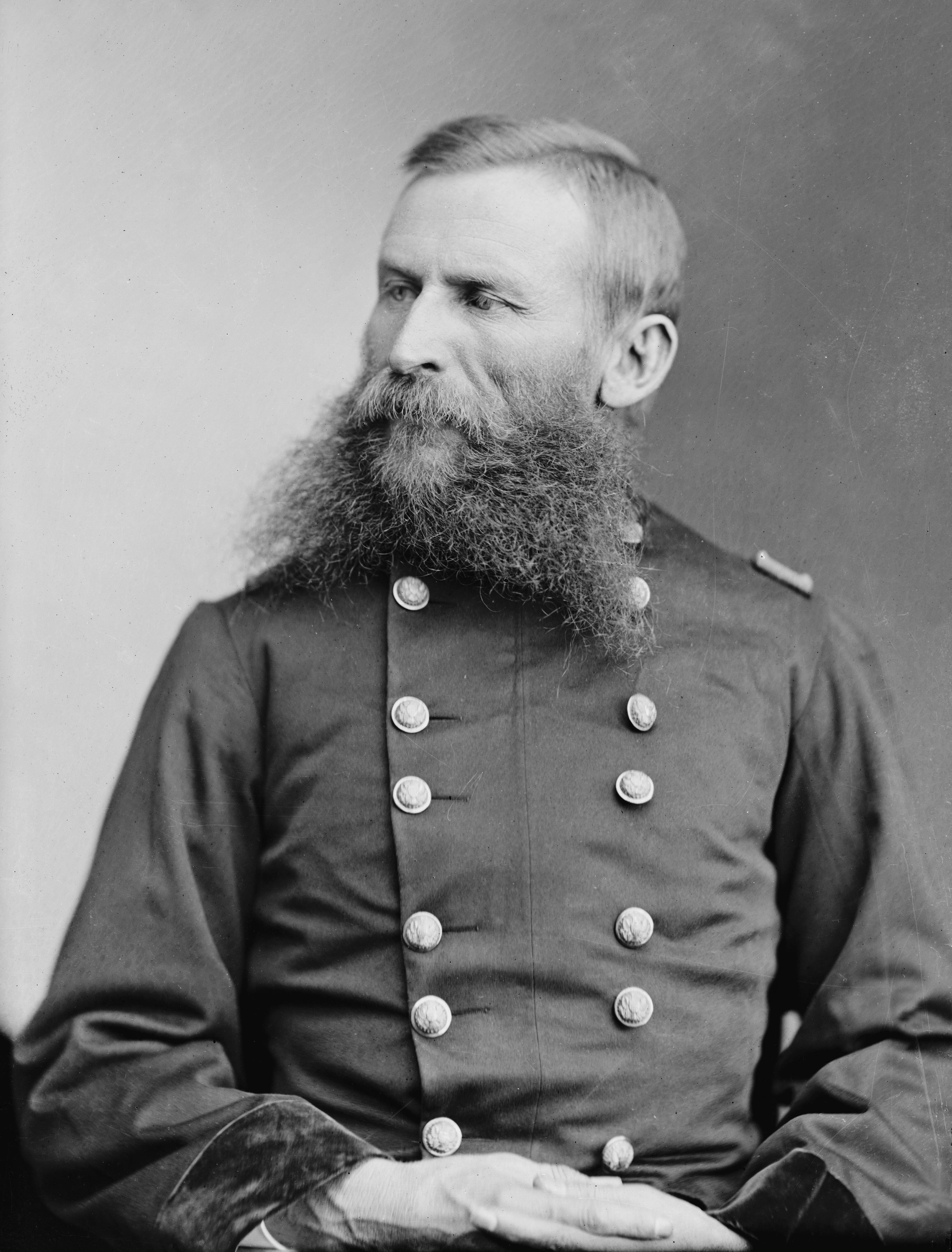
George Crook

George Crook (* 8. September 1828 in Taylorsville bei Dayton, Ohio; † 21. März 1890 in Chicago, Illinois) war ein General des US-Heeres im Amerikanischen Bürgerkrieg und in Kämpfen gegen die Indianer.

## Leben
Er besuchte die Militärakademie in West Point, New York und schloss dort 1852 als 38. von 43 Lehrgangsteilnehmern ab. Als Infanterieoffizier wurde er danach im Kampf gegen Indianer und zum Schutz des Grenzlandes (Frontier) in Oregon und Kalifornien eingesetzt.
Bei Ausbruch des Amerikanischen Bürgerkriegs war er Hauptmann und übernahm am 13. September 1861 unter gleichzeitiger Beförderung zum Oberst der Freiwilligen das Kommando über das 36. Ohio-Infanterie-Regiment, mit dem er in West Virginia kämpfte und sich besonders während eines Gefechts mit den Konföderierten bei Lewisburg, West Virginia auszeichnete.
Am 7. September 1862 wurde er zum Brigadegeneral der Freiwilligen befördert und kommandierte eine Brigade in den Schlachten am South Mountain und Antietam.
In den Westen versetzt kommandierte er während der Schlacht am Chickamauga die 2. Kavalleriedivision der Cumberland-Armee.
Danach diente er im Wehrbereich West Virginia und besiegte die Konföderierten bei Cloyd's Mountain (9. Mai 1864). Am 8. August 1864 übernahm er den Wehrbereich und die dazugehörige West-Virginia-Armee und war maßgeblich an General Sheridans taktischen Erfolgen im Shenandoah-Feldzug 1864 beteiligt. Unter Crooks Kommando dienten mit William McKinley und Rutherford B. Hayes zwei spätere US-Präsidenten, wobei sich mit Letzterem aus der gemeinsamen Dienstzeit eine lebenslange Freundschaft entwickelte. Am 21. Oktober 1864 erfolgte die Beförderung zum Generalmajor der Freiwilligen.
Im Februar 1865 wurde er von konföderierten Guerilleros gefangen genommen, aber bald schon ausgetauscht und kommandierte schließlich zu Kriegsende hin die 2. Kavalleriedivision der Potomac-Armee und später bis zum 1. Juni 1865 als Kommandierender General deren Kavalleriekorps.

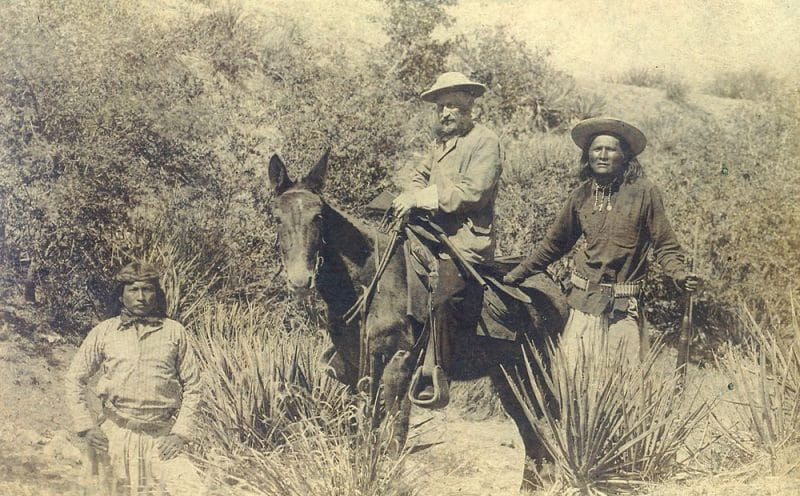
General Crook mit White Mountain Apache Scouts.

Während des Bürgerkrieges wurden Crook wegen Tapferkeit verschiedene Brevet-Ränge vom Major bis zum Generalmajor des regulären Heeres verliehen. Den Brevet-Rang des Generalmajors der Freiwilligen wurde ihm am 18. Juli 1864 verliehen. Nach Kriegsende blieb Crook in Maryland, wo er am 22. August 1865 Mary T. Daley heiratete. Die Ehe blieb kinderlos; seine Frau lebte auch nach seiner Versetzung in den Westen auf dem Familiengut bei Oakland, Maryland.
Am 15. Januar 1866 schied Crook aus der Freiwilligenorganisation aus und wurde vom Heer mit dem Dienstgrad Major im 3. US-Infanterie-Regiment übernommen. Am 28. Juli 1866 wurde er zum Oberstleutnant befördert und Kommandeur des 23. US-Infanterie-Regiments im Westen ernannt, wo er erfolgreich gegen die Paiute kämpfte. Danach wurde er im Mai 1871 nach Arizona beordert, wo er im Juli 1871 General George Stoneman ablöste. Crook sollte die Kämpfe mit den Apachen beenden und diese in Reservationen sammeln.
Crook besiegte die westlichen Apachen und organisierte Friedensgespräche mit den übrigen Stämmen, um eine friedliche Lösung des Konflikts zu finden. Er versuchte, die Indianer vor den Weißen zu schützen, die in ihrer Profitgier keine Rücksicht auf sie und ihr Leben nahmen.
1872 war Frieden in Arizona nach dem erfolgreichen Friedensvertrag mit Cochise.
Nach diesem Erfolg wurde Crook am 29. Oktober 1873 zum Brigadegeneral befördert und blieb noch zwei weitere Jahre in Arizona, wo er sich für eine menschliche Behandlung der Indianer einsetzte und sich dadurch viele Sympathien bei diesen erwarb, was durch einen Ausspruch des berühmten Lakotahäuptlings Red Cloud deutlich wird: „Crook hat uns nie belogen, seine Worte gaben den Menschen Hoffnung.“
1875 wurde er nach Norden versetzt und zum Kommandeur des Wehrbereich Platte mit Hauptquartier in Omaha ernannt. Im „Großen Sioux-Krieg“ 1876 befehligte Crook eine der drei Heeressäulen, die gegen die Indianer ins Feld geschickt wurden. Am 17. Juni 1876 verwickelten ihn die Sioux und ihre Verbündeten (Oglalas unter Crazy Horse) am Rosebud Creek, Montana in ein mehrstündiges Gefecht. Konsterniert und verunsichert ob der unerwarteten Aggressivität und Entschlossenheit des Gegners zog sich Crook in sein Basislager zurück. Da sein Vordringen am Rosebud gestoppt wurde, konnte er Custer nicht entlasten. Die Folge war dessen Niederlage am Little Bighorn River (25. Juni 1876).
In der Folgezeit war Crook an der Verfolgung und Niederwerfung der feindlichen Indianer beteiligt. Im Winter 1876 leitete er eine großangelegte Kampagne, die am 25. November 1876 mit einem Sieg über die Northern Cheyenne unter Morning Star (alias Dull Knife) am Red Fork des Powder River in Wyoming kulminierte.
1882 wurde Crook zurück nach Arizona geschickt, nachdem Geronimo erneut den Guerillakrieg der Apachen begonnen hatte.
1886 wurde er durch seinen Rivalen, General Nelson Appleton Miles, ersetzt, der schließlich Geronimo zur Aufgabe bringen konnte. Geronimo und seine Leute wurden zusammen mit den Scouts, denen Crook so viel zu verdanken hatte, nach Florida geschickt, was Crook seinem Nachfolger Miles nie verzieh.
Am 6. April 1888 zum Generalmajor befördert, erhielt er die Division of the Missouri.

## Tod und Bestattung
Crook starb am 21. März 1890 im Grand Pacific Hotel in Chicago an einem Herzanfall. Der in die Uniform eines Generalmajors gekleidete Leichnam wurde zunächst mit einer militärischen Ehrenwache in den Räumen des Hotels aufgebahrt. Am folgenden Tag fanden dort – den Wünschen von Crooks Witwe Mary entsprechend – die Trauerfeierlichkeiten statt. Anschließend wurden die sterblichen Überreste in einem an den Zug der Baltimore and Ohio Railroad angehängten Pullmanwagen in Begleitung einer militärischen Eskorte nach Oakland (Maryland) gebracht und dort am 24. März beigesetzt. Auf dem Nationalfriedhof Arlington, dem Ehrenfriedhof der amerikanischen Nation, fand Crook nach einer Umbettung am 11. November desselben Jahres (1890) seine letzte Ruhestätte.

## Trivia
- Nach Crook wurde der Armee-Stützpunkt Fort Crook in Nebraska benannt, der heute noch als Offutt Air Force Base betrieben wird.
- George Crook erhielt von den Apachen den Spitznamen Nantan Lupan, was so viel wie Grauer Wolf heißt.